# آرثر والش
آرثر والش (بالإنجليزية: Arthur Walsh)‏ هو سياسي أمريكي، ولد في 26 فبراير 1896 في نيوآرك في الولايات المتحدة، وتوفي في 13 ديسمبر 1947 في نيويورك في الولايات المتحدة. حزبياً، نشط في الحزب الديمقراطي. وقد انتخب عضو مجلس الشيوخ الأمريكي.